# Operation Teapot
Operation Teapot war die elfte Serie von amerikanischen Kernwaffentests, die Anfang 1955 auf der Nevada Test Site durchgeführt wurde. Insgesamt fanden 14 Kernwaffentests statt.
Ziel der Operation war es, neue Atombomben mit niedriger und mittlerer Sprengkraft zu erproben.
Während des Wasp-Tests nahmen etwa 8.000 Soldaten an dem Manöver „Desert Rock VI“ teil. Während der Übung rückte eine Kampfgruppe von 109 Soldaten etwa 900 Meter an den sich bildenden Atompilz heran.

## Die einzelnen Tests der Teapot-Serie
Die Tests wurden nach Insekten, Früchten beziehungsweise Gemüsearten, Erfindern oder Straßen in San Francisco benannt.
| Bombe                         | Datum / Zeit (PST/UTC−8h)  | Testgelände     | Explosionshöhe            | Testart                        | Sprengkraft (vorhergesagte) | Anmerkungen |
| ----------------------------- | -------------------------- | --------------- | ------------------------- | ------------------------------ | --------------------------- | --- |
| Wasp                          | 18. Februar 1955 12:00 Uhr | Area 7          | 232 Meter (762 Fuß)       | Abwurf aus einem B-36 Bomber   | 1,2 kT                      | |
| Moth                          | 22. Februar 1955 5:45 Uhr  | Area 3          | 91 Meter (300 Fuß)        | Turm                           | 2 kT (4 kT)                 | unverstärkter Prototyp des Sprengkopfes W-30, mit einem Gewicht von 200 Kilogramm, die bis dahin leichteste eingesetzte Atombombe |
| Tesla                         | 1. März 1955 5:30 Uhr      | Area 9b         | 91 Meter (300 Fuß)        | Turm                           | 7 kT (2 kT)                 | |
| Turk                          | 7. März 1955 5:20 Uhr      | Area 2          | 152 Meter (500 Fuß)       | Turm                           | 43 kT (45 kT)               | Test der ersten Stufe einer Fusionsbombe; der Lichtblitz war noch im über 1600 Kilometer entfernten Bundesstaat Washington zu sehen |
| Hornet                        | 12. März 1955 5:20 Uhr     | Area 3a         | 91 Meter (300 Fuß)        | Turm                           | 4 kT                        | verstärkter Prototyp des Sprengkopfes W-30; durch einen Rauchnebel sollte die Hitze im Zentrum herabgesetzt werden, stattdessen wurde durch diesen die Radioaktivität auf 2500 Röntgen pro Stunde gesteigert. Während des Testes waren anstelle von Soldaten Mäuse in der Nähe der Explosion platziert. |
| Bee                           | 22. März 1955 5:05 Uhr     | Area 7          | 152 Meter (500 Fuß)       | Turm                           | 8 kT (20 kT)                | 299 Offiziere und 1.972 Soldaten nahmen an der größten militärischen Übung während der Teapot-Serie teil |
| Ess („Effects Sub-Surface“)   | 23. März 1955 12:30 Uhr    | Area 10         | −20 Meter (−67 Fuß)       | Unterirdisch                   | 1,2 kT                      | Test von Atomic Demolition Munition (ADM). Der unterirdische Test verursachte einen 90 Meter (300 Fuß) großen Krater. |
| Apple-1                       | 29. März 1955 4:55 Uhr     | Area 4          | 152 Meter (500 Fuß)       | Turm                           | 14 kT (40 kT)               | fehlgeschlagener Test der ersten und zweiten Stufe einer thermonuklearen Kernwaffe |
| Wasp Prime                    | 29. März 1955 10:00 Uhr    | Area 7          | 225 Meter (737 Fuß)       | Abwurf aus einem B-36 Bomber   | 3,2 kT (3,2 kT)             | Zündung nur 5 Stunden und 5 Minuten nach dem Apple-1 Test. |
| HA („high-altitude“)          | 6. April 1955 10:00 Uhr    | Area 1          | 11.161 Meter (36.620 Fuß) | Abwurf aus einem B-36H Bomber. | 3,2 kT                      | Zündung in großer Höhe. Um dem Flugzeug genügend Zeit zum Entkommen zu lassen, wurde der Fall der Bombe mit einem Fallschirm verzögert. |
| Post                          | 9. April 1955 4:30 Uhr     | Area 9c         | 91 Meter (300 Fuß)        | Turm                           | 2 kT                        | |
| MET („Military Effects Test“) | 15. April 1955 11:15 Uhr   | Frenchman Flats | 120 Meter (400 Fuß)       | Turm                           | 22 kT (33 kT)               | Untersuchung der Zerstörungskraft der Atombombe auf militärische Einrichtungen, unter anderem wurde die Strahlungswirkung auf die Sommer- und Winteruniformen der chinesischen und sowjetischen Truppen getestet. Insgesamt nahmen 260 Soldaten an dem Test teil.                                       |
| Apple-2                       | 5. Mai 1955 5:10 Uhr       | Area 1          | 152 Meter (500 Fuß)       | Turm                           | 29 kT (40 kT)               | Wiederholung des Apple-1 Testes. Während des Testes fand außerdem die Zivilschutzübung Operation Cue statt. Diese sollte die Zerstörungskraft auf Gebäudekonstruktionen testen. |
| Zucchini                      | 15. Mai 1955 5:00 Uhr      | Area 7          | 152 Meter (500 Fuß)       | Turm                           | 28 kT (40 kT)               | Test der ersten Zündstufe einer zweistufigen Fusionsbombe |

## Galerie

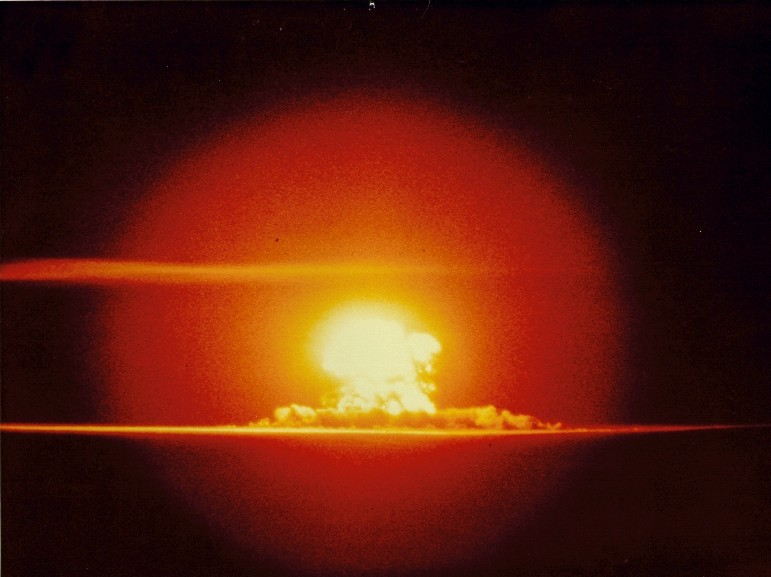
Explosion von Teapot Moth.
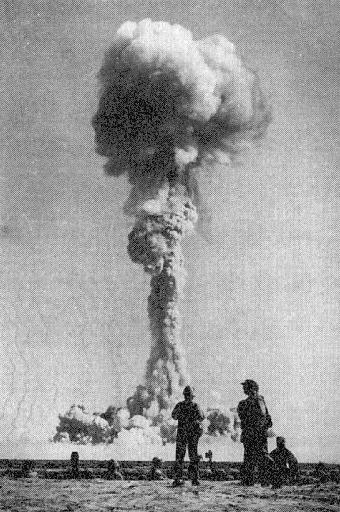
Soldaten während des Manövers Desert Rock VI.
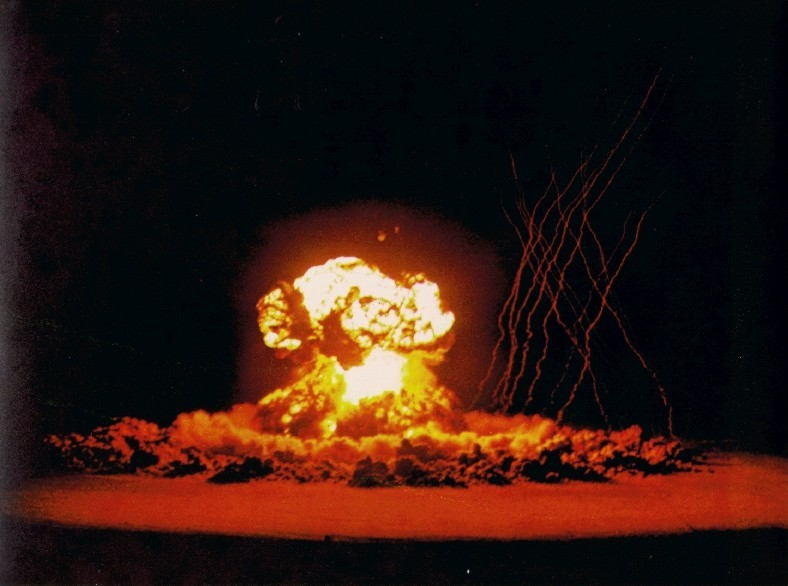
Operation Teapot - Turk
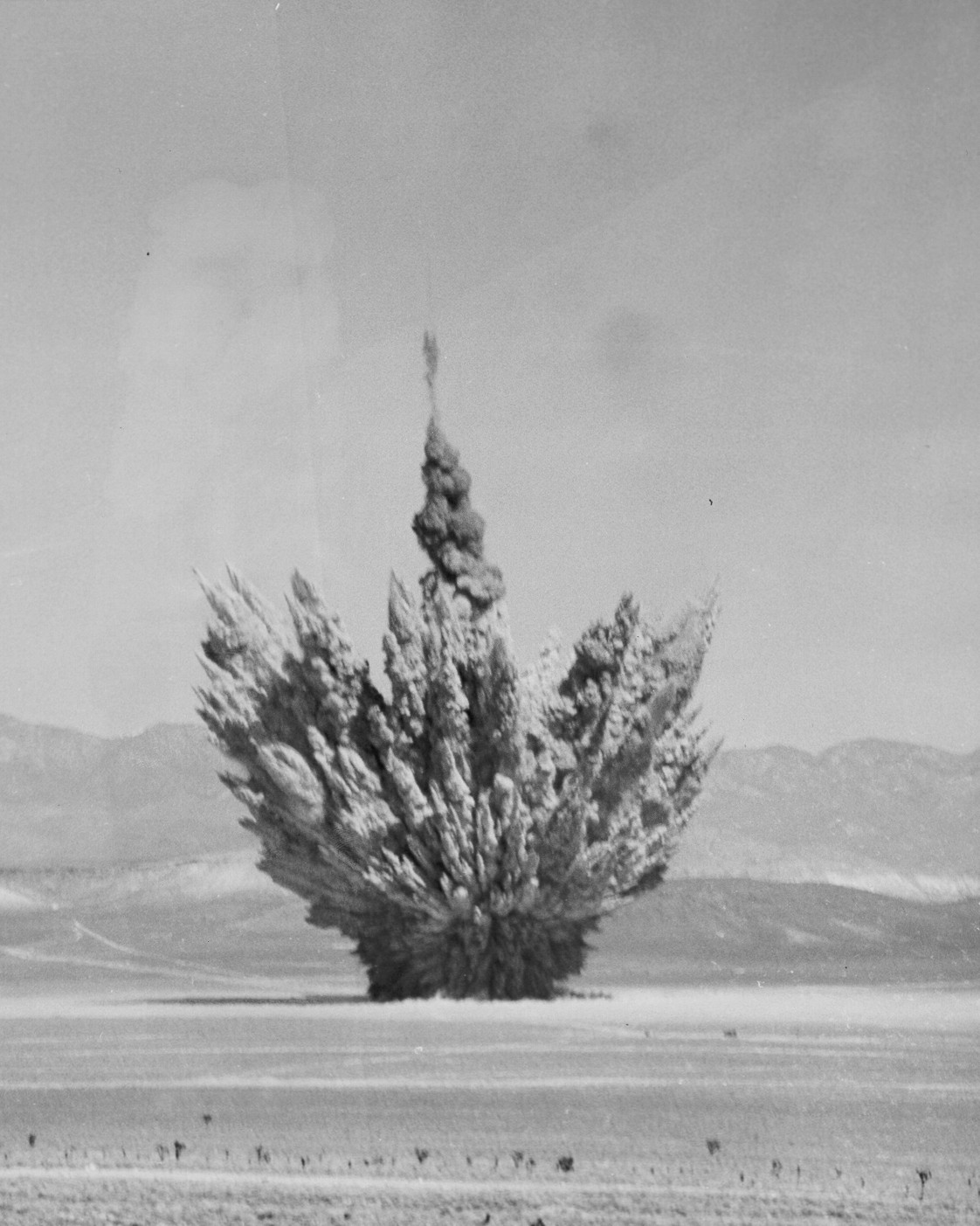
Operation Teapot - Ess
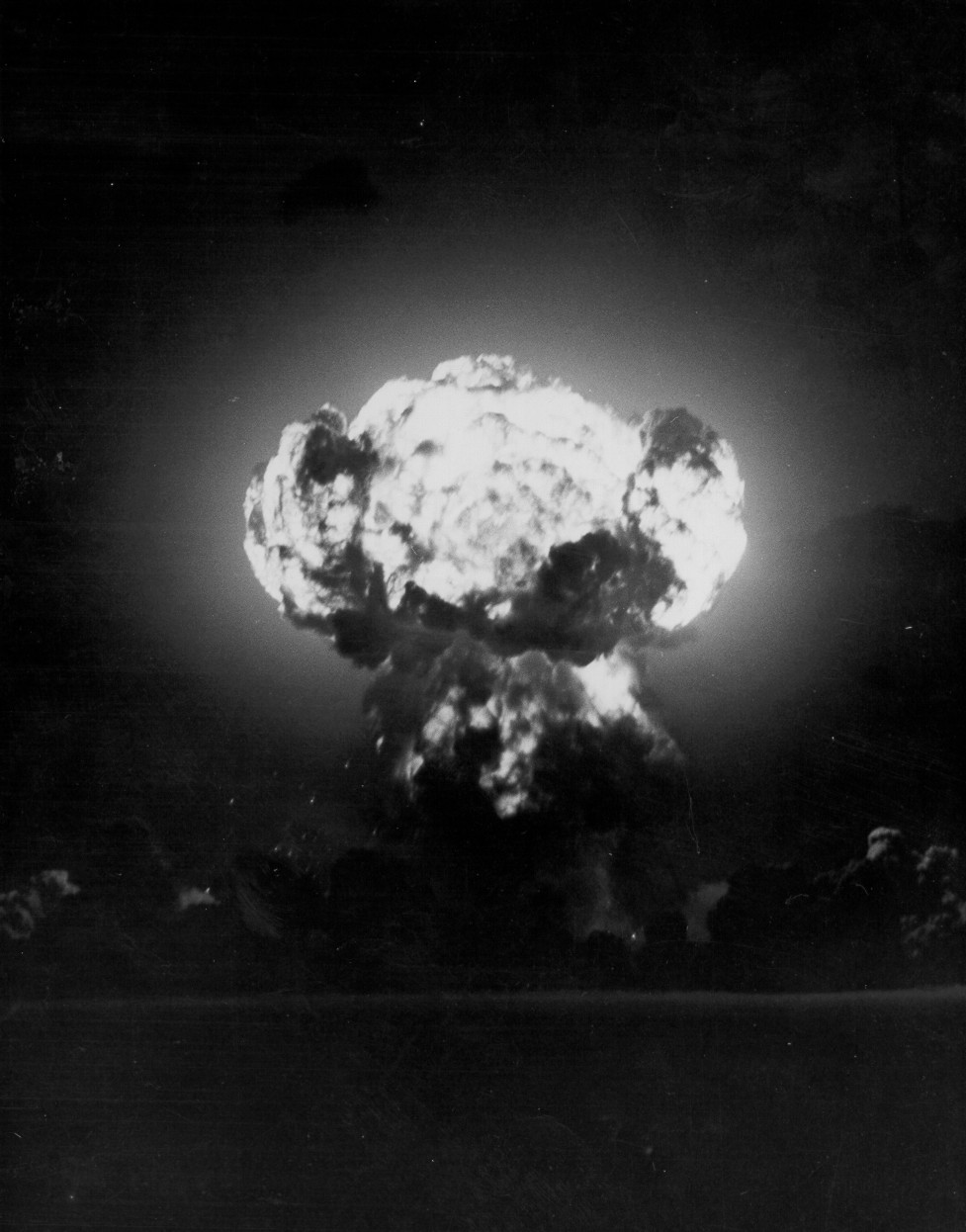
Operation Teapot - Zucchini
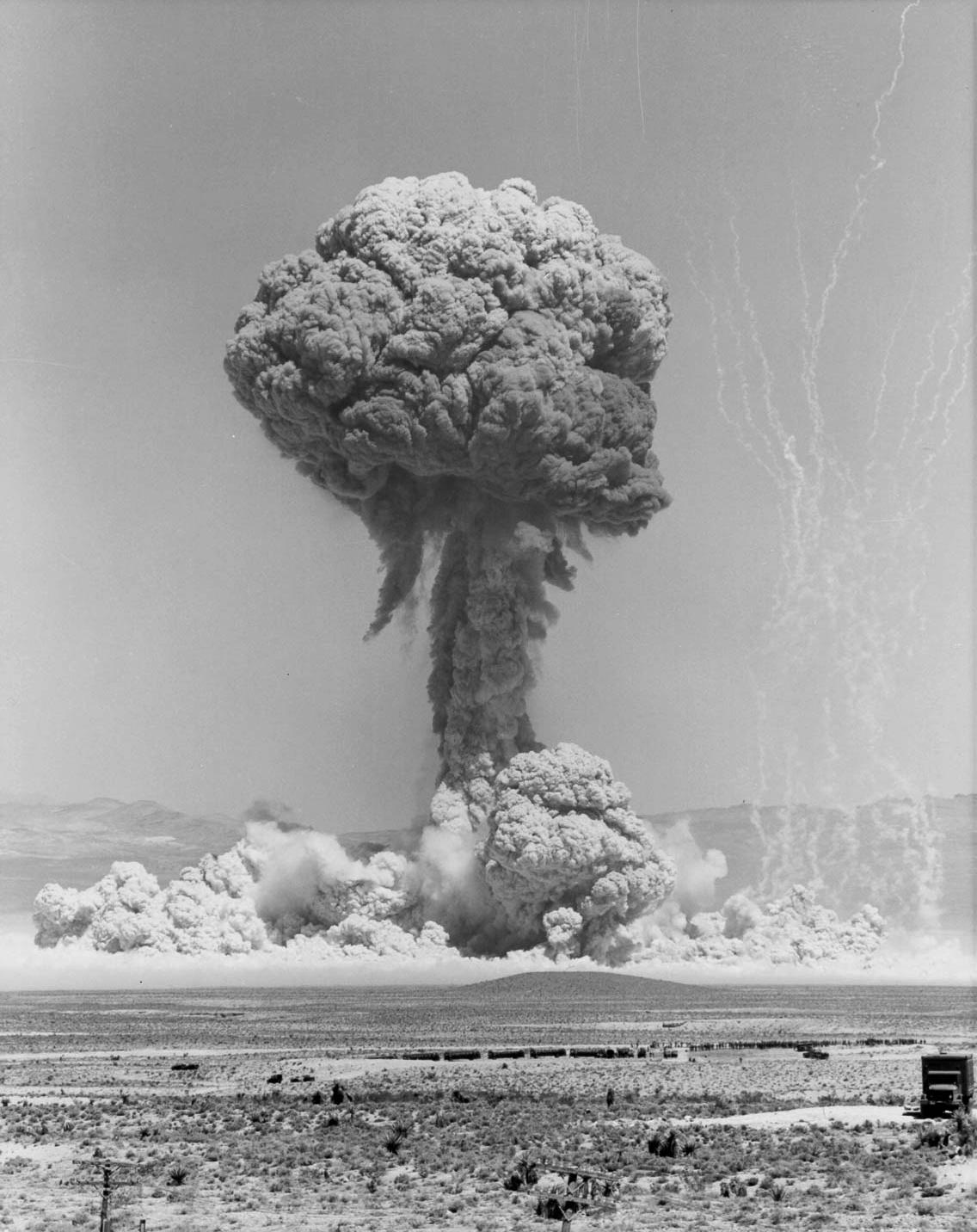
Operation Teapot - MET
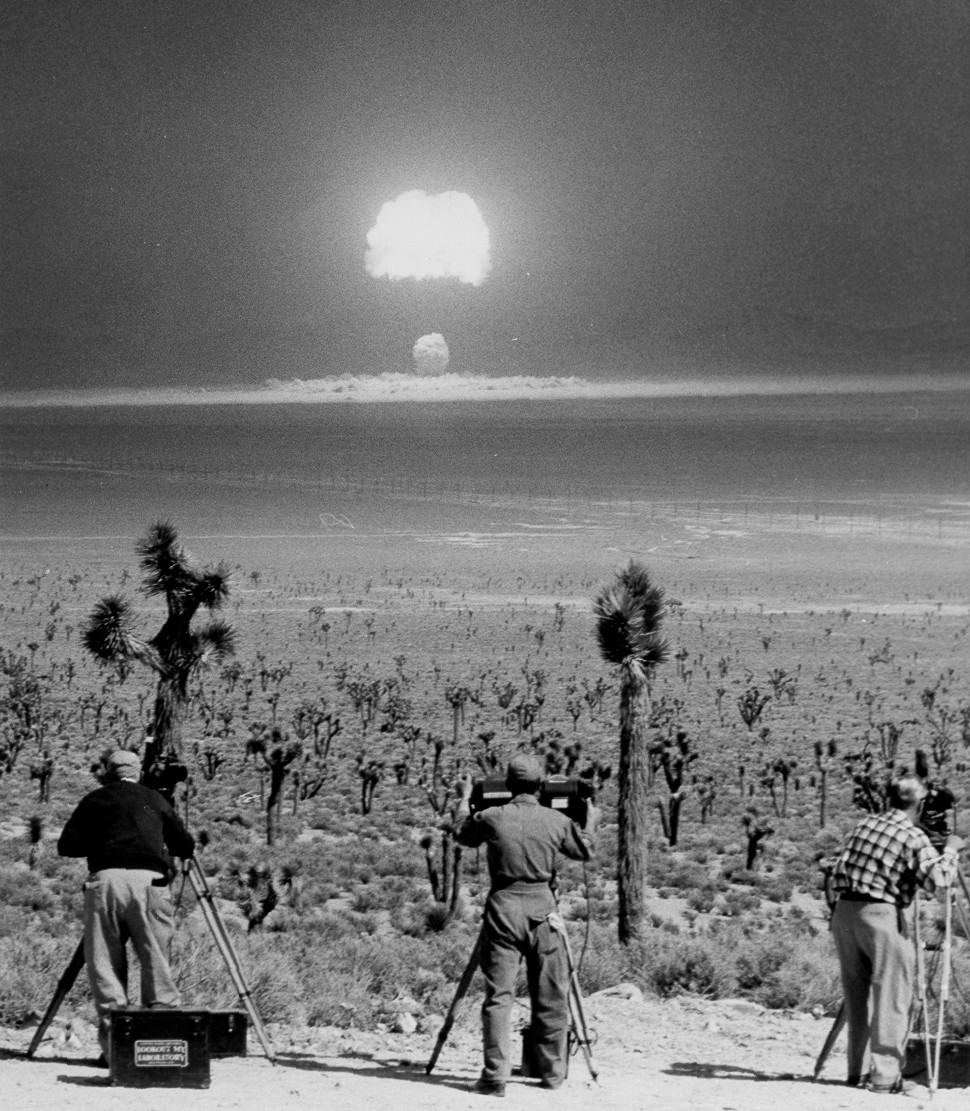
Fotografen während des Wasp Prime-Testes
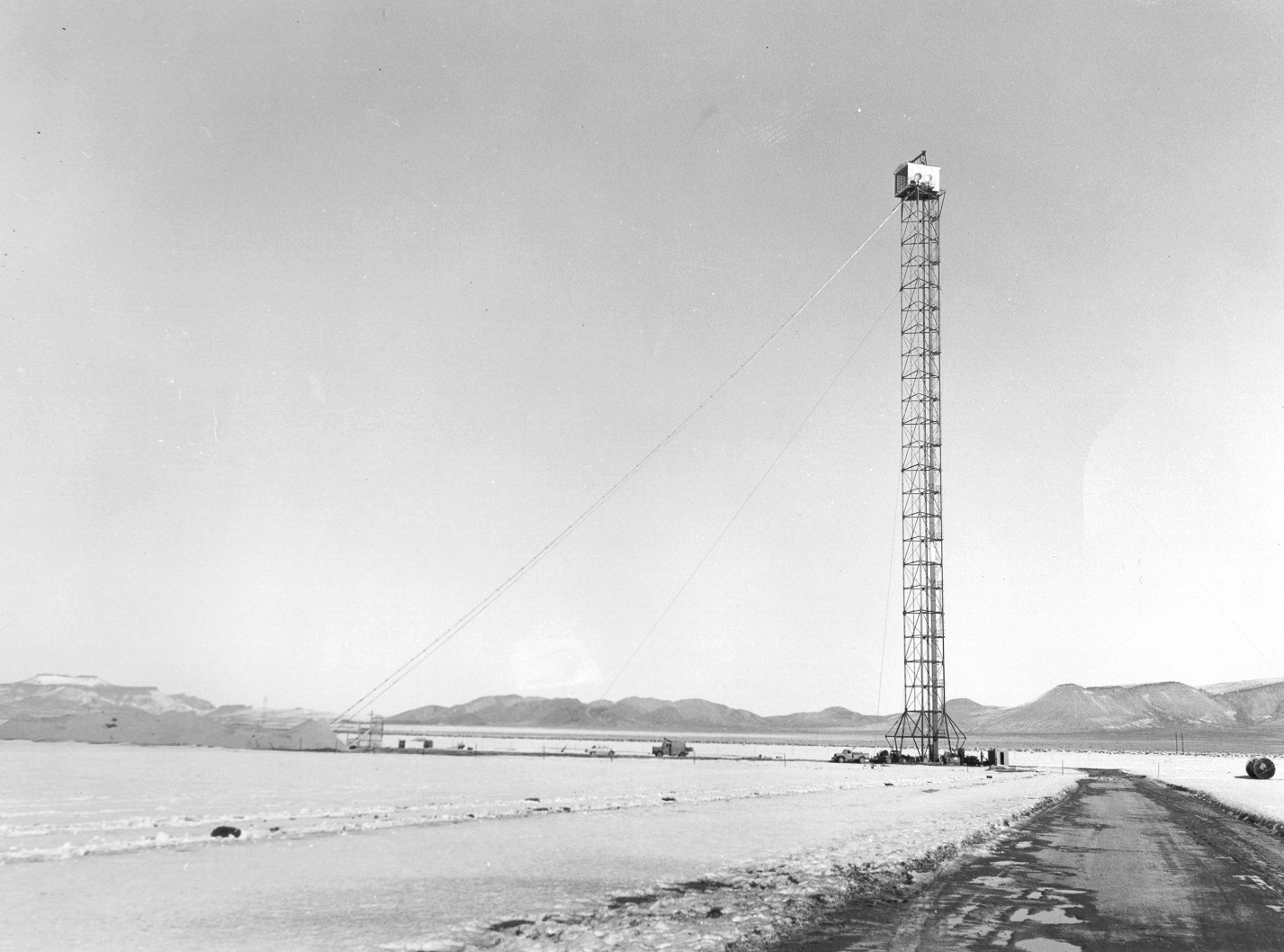
Einer der verwendeten Bombentürme (152 Meter)
- Filmaufnahmen des Tests